# Fernando Falcão
Fernando Falcão est une municipalité brésilienne située dans l'État du Maranhão.